# Turmburg Alt-Berneck
Die Turmburg Alt-Berneck, auch als Turmhügelburg Altenberneck bezeichnet, ist eine sehr frühe Turmburg des 11. Jahrhunderts in Bad Berneck im oberfränkischen Landkreis Bayreuth in Bayern.
Die Ruine der Höhenburg ist frei zugänglich.

## Geographische Lage
Der Weg zur Turmburg führt über den Kurpark der Stadt östlich aufwärts. Nach etwa 20 Minuten an der Betonbrücke rechts halten. Kurz danach rechts Abzweigung "Rektor-Schoerrig-Weg". Oben am Grat angelangt nach links.
Ein Besuch der Ruine lässt sich mit einer Besichtigung der Burgruine Hohenberneck und des Alten Schlosses am Eingang des Kurparks verbinden.

## Geschichte der Burg
Für die Burg gibt es keine archivalischen Belege. Aufgrund der Siedlungsgeschichte, der Bauform, der Ausgrabung der Ruine und neuzeitlicher Quellen kann die Geschichte der Anlage jedoch gut rekonstruiert werden.
Die Burg wurde im frühen 11. Jahrhundert durch die Walpoten erbaut. Sie liegt an der Nahtstelle zwischen dem Altsiedelland und den damals zur Rodung anstehenden Gebieten auf der Fichtelgebirgshochfläche. Oberhalb der Burg befindet sich die Flurlage Alt-Berneck, die den Ursprung der heutigen Stadt Bad Berneck bildete.
Die Burg wurde Mitte des 12. Jahrhunderts zugunsten der strategisch günstiger gelegenen Walpotenburg aufgelassen. Diese Burg ist wiederum die Vorgängerburg der Hohenberneck auf dem Bad Bernecker Schlossberg. Mit dieser Verlagerung wurde auch die Siedlung Alt-Berneck an den heutigen Ort am Zusammenfluss der Ölschnitz mit dem Knodenbach verlegt. Eine nennenswerte Nachnutzung der alten Turmburg fand offensichtlich nicht statt, da entsprechende Keramik fehlt.

## Baubestand

### Typologie
Die Burg zählt zu den nur noch selten nachweisbaren Turmburgen, die ab dem späten 10. Jahrhundert bis zum Ende des 12. Jahrhunderts die typische Bauweise der Adelsburg bildeten. Diese frühen Burgen bestanden im Wesentlichen aus einem von einem Bering umgebenen Wohnturm, eventuell ergänzt durch einen Torturm. Bedeutende steinerne Nebenbauten sind bei diesem Bautyp, wie auch bei der Turmburg Alt-Berneck, kaum nachgewiesen. Die Turmburg selbst zählt zu den bedeutendsten Burganlagen des 11. bzw. frühen 12. Jahrhunderts.

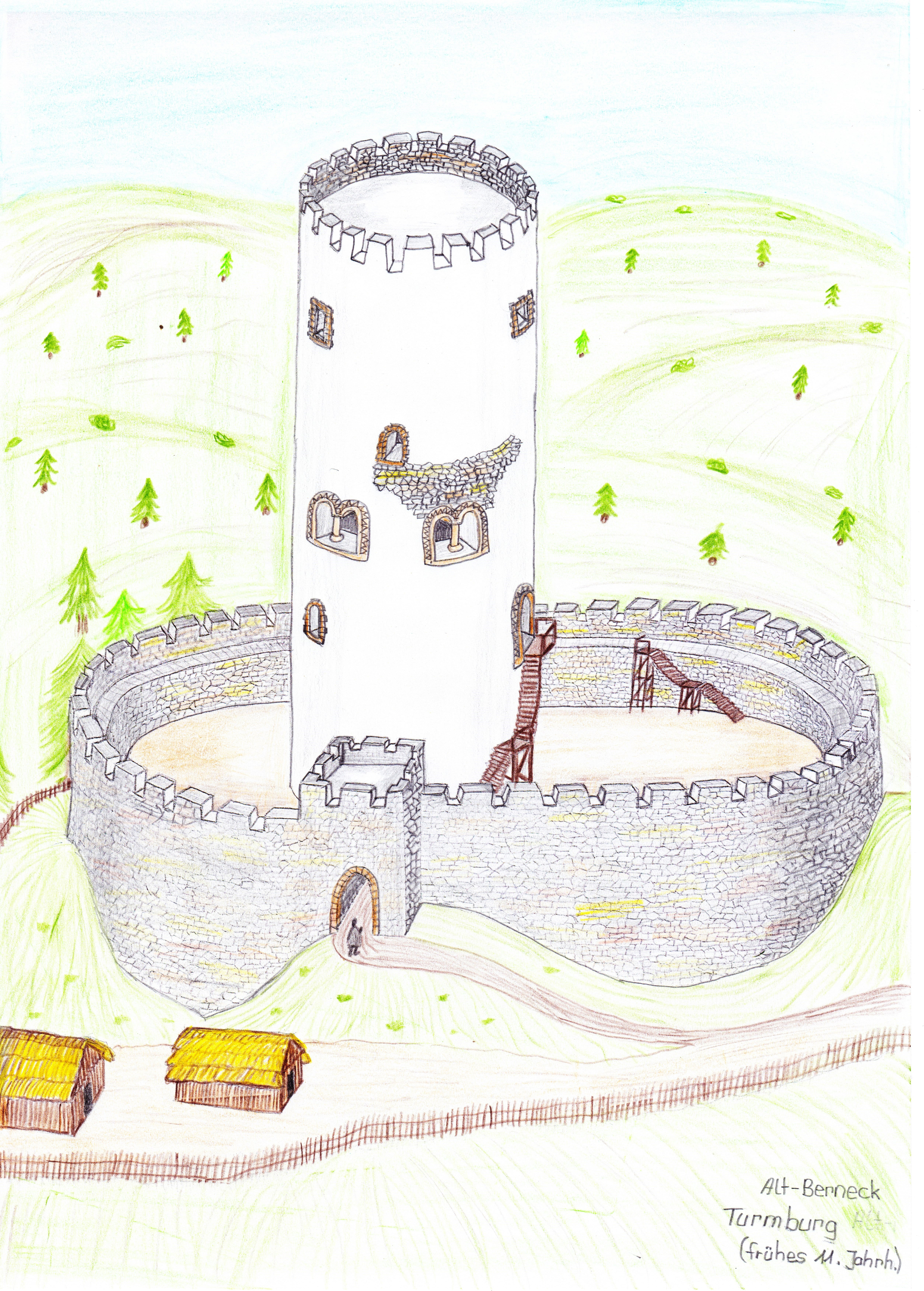
Rekonstruktion

### Rekonstruktion
Die Ansicht zeigt die Burg von Westen im Maßstab 1:100.
Die Rekonstruktion der Anlage folgt den Erkenntnissen der Ausgrabung und der Geländemerkmale vor Ort. Das aufgehende Mauerwerk wurde anhand  anderer bauzeittypischer Turmburgen rekonstruiert.

### Beschreibung
Der Zuweg zur Burg führt über einen nur wenige Meter breiten Weg auf dem Berggrat. Im Süden schützt ein Halsgraben die Burg. Ein Unikum ist der Übergang über diesen Graben, der hier aus stehen gebliebenem Fels besteht. Im Norden finden sich zwei weitere Burggräben. Das Areal der Vorburg besteht im Wesentlichen aus zwei Plateaus im Osten und Westen. Das westliche diente Wohnzwecken, im Osten befand sich wohl ein Wirtschaftsraum.
Der Zugang zur Hauptburg führt vom westlichen Plateau über einen schrägen Aufgang. Dieser endet in einem etwa rechteckigen Vorsprung, an dessen Stelle sich möglicherweise ein Torturm befand. Der eng gezogene Bering umschließt den Kernhügel und somit die Hauptburg. Von diesem Bauteil ist ein etwa sechs Meter langes Stück mit einer Stärke von etwa zwei Metern nachgewiesen. Der runde Wohnturm mit als Hauptbestandteil der Anlage besitzt eine Mauerstärke von etwa zwei Metern bei elf Metern Außendurchmesser. Bei diesem Turm fand der Ausgräber Otto Schoerrig eine Sandsteinsäule und profilierte Tür- bzw. Fenstergewände mit Flächenverzierungen. Dies ist bemerkenswert, da Bauplastik für frühe Burgen des 11. Jahrhunderts kaum nachgewiesen ist. Ein Hocheingang ist anzunehmen, da die ausgegrabene Burg keinen Eingang im Erdgeschoß besaß.

## Die Ausgrabung der Turmburg

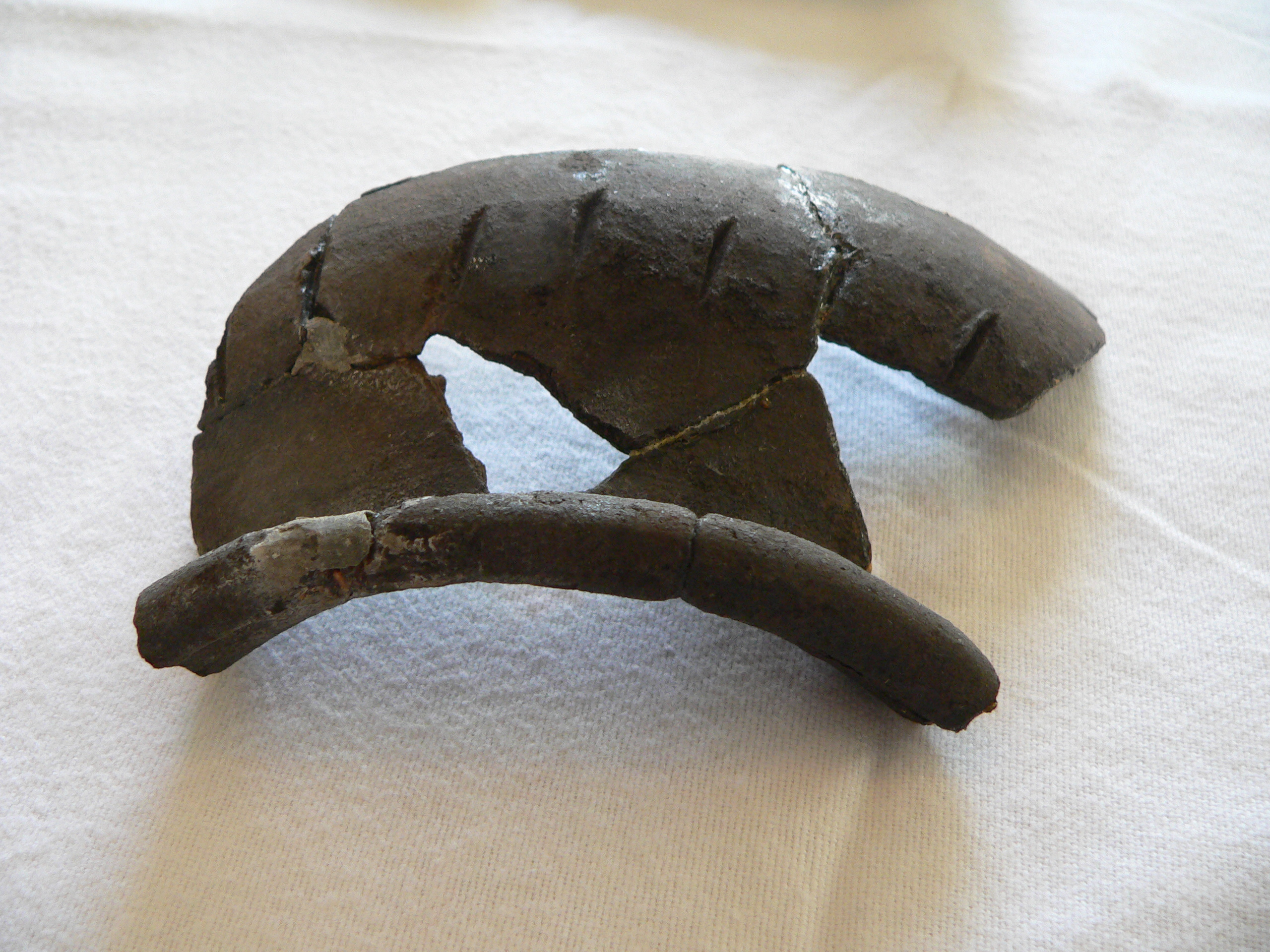
Ein Fund aus der Ausgrabung von Otto Schoerrig auf der Turmburg Alt-Berneck: "Kommatopf", 11. Jahrhundert.

Die Kenntnisse über die Turmburg beruhen im Wesentlichen auf der Ausgrabung des örtlichen Schulrektors Otto Schoerrig in den Jahren 1937 bis 1939. Ihm gelang damit der erste Nachweis eines salierzeitlichen Rundturms.
Die aufgefundene Keramik weist auf das 11. Jahrhundert, möglicherweise sogar auf das 10. Jahrhundert. Leider konnte Otto Schoerrig seine Ausgrabung nicht beenden, so dass ein Abschlussbericht fehlt.

## Erhaltung der Burg
Ein örtlicher Förderverein bemüht sich um die Erhaltung der Burgruinen. Seit 2014 werden bereits landschaftspflegerische Maßnahmen durchgeführt, um die Burg vom starken Bewuchs zu befreien.

## Sage
Eine Sage berichtet aus dieser Zeit. Da sie relativ kurz ist, kann sie hier vollständig wiedergegeben werden. Die meisten örtlichen Details der Sage sind entweder bestätigt oder werden vermutet.
"Das Holzfräulein hat sich in Ölschnitz, einem Berg bei Berneck in Oberfranken, aufgehalten und blieb zuweilen in der Hinteren Mühle an der Ölschnitz über Nacht. Damals stand Berneck noch nicht, sondern nur jene Mühle. Alt-Berneck stand auf dem Berge, welcher heute noch diesen Namen hat. Mal wollte das Holzfräulein wieder in der Mühle übernachten und fragte den Müller: „Hast du deinen großen Katzaus noch?“. Sie meinte den Bären, welchen der Müller hatte. Dieser verneinte, der Bär war aber doch in der Mühle und zerriss das Holzfräulein."
Die Turmburg ist als Bodendenkmal unter der Denkmalnummer D-4-5936-0016 eingetragen.